# Moro Plantation
Moro Plantation ist eine Plantation im Aroostook County des Bundesstaates Maine in den Vereinigten Staaten. Im Jahr 2020 lebten dort 44 Einwohner in 46 Haushalten auf einer Fläche von 94,6 km².

## Geographie
Nach dem United States Census Bureau hat Moro Plantation eine Gesamtfläche von 94,6 km², von der 91,8 km² Land sind und 2,9 km² aus Gewässern bestehen.

### Geographische Lage
Die Moro Plantation liegt im Südwesten des Aroostook Countys an der Grenze zum Penobscot County. Auf dem Gebiet der Plantation befinden sich mehrere Seen. Der größte ist der im Norden liegenden Rockabema Lake. An der westlichen Grenze des Gebietes ragen der Mud Lake und der Pickett Mountain Pond auf das Gebiet von Moro. Nördlich von Moro liegt der Secret Pond und im Südosten der Bradford Pond. Mehrere kleinere Flüsse durchziehen das Gebiet, welches in der Oberfläche leicht hügelig ist. Die höchste Erhebung ist der 239 m hohe, östlich des Rockabema Lake gelegene Mattawamkeag Hill.

### Nachbargemeinden
Alle Entfernungen sind als Luftlinien zwischen den offiziellen Koordinaten der Orte aus der Volkszählung 2010 angegeben.
- Norden: Unorganized Territory von Central Aroostook, 39,5 km
- Osten: Merrill, 15,8 km
- Südosten: Dyer Brook, 14,1 km
- Süden: Hersey, 4,0 km
- Südwesten: Mount Chase, Penobscot County, 13,8 km
- Westen: Unorganized Territory von North Penobscot, Penobscot County, 37,7 km

### Stadtgliederung
Auf dem Gebiet der Moro Plantation befinden sich drei Siedlungsgebiete. Im Süden Batesville und Halls Corner, im Norden liegt Knowles Corner.

### Klima
Die mittlere Durchschnittstemperatur in Hersey liegt zwischen −11,7 °C (11° Fahrenheit) im Januar und 18,3 °C (65° Fahrenheit) im Juli. Damit ist der Ort gegenüber dem langjährigen Mittel der USA um etwa 10 Grad kühler. Die Schneefälle zwischen Oktober und Mai liegen mit über fünfeinhalb Metern knapp doppelt so hoch wie die mittlere Schneehöhe in den USA, die tägliche Sonnenscheindauer liegt am unteren Rand des Wertespektrums der USA.

## Geschichte
Moro Plantation war ein Teil der großen, im Südwesten des Aroostook Countys liegenden Rockabema Plantation. Dieses erstreckte sich im Jahr 1846 über T6 R5 WELS (Moro), T7 R5 WELS und dem nordwestlichen viertel von T6 R4 WELS (Merrill). Als im Jahr 1859 Megaplantations in Maine aufgelöst wurden, wurde die Rockabema Plantation verkleinert und umfasste nur noch das Township Number 6 Fifth Range West of the Easterly Line of the State (T6 R4 WELS). Der Name wurde im Jahr 1970 zu Moro geändert. Reorganisiert wurde Moro in den Jahren 1887 und 1890.

### Einwohnerentwicklung
| Volkszählungsergebnisse – Plantation of Moro, Maine | Volkszählungsergebnisse – Plantation of Moro, Maine | Volkszählungsergebnisse – Plantation of Moro, Maine | Volkszählungsergebnisse – Plantation of Moro, Maine | Volkszählungsergebnisse – Plantation of Moro, Maine | Volkszählungsergebnisse – Plantation of Moro, Maine | Volkszählungsergebnisse – Plantation of Moro, Maine | Volkszählungsergebnisse – Plantation of Moro, Maine | Volkszählungsergebnisse – Plantation of Moro, Maine | Volkszählungsergebnisse – Plantation of Moro, Maine | Volkszählungsergebnisse – Plantation of Moro, Maine |
| Jahr                                                | 1800                                                | 1810                                                | 1820                                                | 1830                                                | 1840                                                | 1850                                                | 1860                                                | 1870                                                | 1880                                                | 1890                                                |
| --------------------------------------------------- | --------------------------------------------------- | --------------------------------------------------- | --------------------------------------------------- | --------------------------------------------------- | --------------------------------------------------- | --------------------------------------------------- | --------------------------------------------------- | --------------------------------------------------- | --------------------------------------------------- | --------------------------------------------------- |
| Einwohner                                           |                                                     |                                                     |                                                     |                                                     |                                                     |                                                     |                                                     |                                                     | 171                                                 | 199                                                 |
| Jahr                                                | 1900                                                | 1910                                                | 1920                                                | 1930                                                | 1940                                                | 1950                                                | 1960                                                | 1970                                                | 1980                                                | 1990                                                |
| Einwohner                                           | 217                                                 | 215                                                 | 181                                                 | 169                                                 | 130                                                 | 84                                                  | 49                                                  | 24                                                  | 30                                                  | 38                                                  |
| Jahr                                                | 2000                                                | 2010                                                | 2020                                                | 2030                                                | 2040                                                | 2050                                                | 2060                                                | 2070                                                | 2080                                                | 2090                                                |
| Einwohner                                           | 63                                                  | 38                                                  | 44                                                  |                                                     |                                                     |                                                     |                                                     |                                                     |                                                     |                                                     |

## Wirtschaft und Infrastruktur

### Verkehr
Die Maine State Route 11 der Aroostook Sceenic Highway führt in nordsüdlicher Richtung durch Moro Plantation. Sie verbindet Moro im Süden mit Sherman und im Norden mit Fort Kent. Im Norden, bei Knowles Corner zweigt die Maine State Route 212 in östliche Richtung ab und führt über Merrill nach Oakfield. Zudem gibt es weitere kleinere Straßen auf dem Gebiet.

### Öffentliche Einrichtungen
Moro Plantation besitzt keine eigene Bücherei. Die nächstgelegene ist die Katahdin Public Library  in Island Falls.
Es gibt kein Krankenhaus oder Medizinische Einrichtung in Moro Plantation. Das nächstgelegene Krankenhaus für Moro Plantation und die Region befindet sich in Patten.

### Bildung
Moro Plantation gehört mit Crystal, Dyer Brook, Island Falls, Hersey, Merrill, Mt. Chase, Oakfield, Patten, Sherman, Smyrna und Stacyville zur Regional School Unit 50.
Folgende Schulen stehen den Schülerinnen und Schülern zur Verfügung:
- Katahdin Elementary School (PK-6) in Stacyville
- Katahdin Middle / High School (7-12) in Stacyville
- Southern Aroostook Community Schools (PK-12) in Dyer Brook